# Regata
Una regata è una competizione tra imbarcazioni, che possono essere a remi, in genere con otto vogatori per imbarcazione, oppure a vela e che consiste nel completare, una o più volte, un percorso prestabilito tramite un "bando di regata".

## Etimologia
Il termine è di origine veneziana e indicava originariamente esclusivamente le competizioni tra gare a remi. 
La sua etimologia è controversa. Secondo una tesi, dato che le imbarcazioni alla partenza venivano allineate e disposte "in riga", da questa prassi sarebbe nata la parole rigata e poi "regata". Un'etimologia diversa prevede invece l'origine del termine dal verbo latino aurigare (gareggiare), usato a Venezia per le gare in generale. Ancora, secondo Pompeo Molmenti, l'origine sarebbe da ricercare nella parola ramigium (remeggio) da cui sarebbe derivato "remigata" poi contratto in "regata". Infine, altre tesi farebbero risalire il termine dalla parola remus o addirittura dal termine celtico rheata che significa "corsa, gara".
Da Venezia il termine giunse quindi nei vocabolari europei e il suo significato si estese a indicare tutte le competizioni su barche.

## Regate tra imbarcazioni a vela
Le regate si svolgono tra barche o tra tavole a vela. Le regate che coinvolgono due sole imbarcazioni (ad esempio quelle della Coppa America) vengono chiamate match race.
Il momento della partenza delle imbarcazioni è segnalato dai giudici del comitato di regata tramite una serie di segnali visivi e acustici. Le imbarcazioni impegnate nella regata devono effettuare un percorso determinato da diverse boe situate in vari punti del campo di regata.
Nel caso di regata corsa in tempo reale, ovvero match race o regata per monotipi o level class, questa viene assegnata alla prima imbarcazione che taglia il traguardo (una linea immaginaria tracciata tra due boe), altrimenti è calcolato un tempo compensato che tiene conto del rating o dell handicap di ogni imbarcazione.

## Regate tra imbarcazioni a remi
Le regate tra imbarcazioni a remi si possono svolgere su fiume, su lago o in mare aperto, con armi spinti da uno o più vogatori.
Il tipo di voga può essere all'inglese oppure alla veneta, nel caso delle regate che si svolgono nella laguna di Venezia.
Anche in questo caso la partenza viene data tramite un segnale acustico mentre la linea d'arrivo può essere costituita da boe o in alcuni casi da un cordino teso tra due pali o due sostegni galleggianti.